# Возрождение (фильм)
«Возрождение» (англ. Regeneration) — немой фильм режиссёра Рауля Уолша по мотивам воспоминаний Оуэна Фроли Килдера «Моя Мэйми Роуз: история моего возрождения» и их сценической адаптации.

## Сюжет
10-летний Оуэн становится сиротой. После короткого пребывания у соседей он оказывается на улице. К 17 годам он усваивает, что прав не тот, кто прав, а тот, кто сильней; к 25-ти Оуэн — главарь банды. Но однажды в бандитском квартале города появляется Мэри, и для Оуэна всё меняется. Он не может признаться Мэри в любви, но часто навещает её, получая элементарное образование. Но вскоре его прошлая жизнь напоминает о себе. 

## В ролях
- Роклифф Феллоус — Оуэн Конвей
- Джеймс Маркус — Джим Конвей
- Анна К. Нильссон — Мэри Диринг («Мэйми Роуз»)
- Мэгги Уэстон — Мэгги Конвей
- Уильям Шир — Скинни
- Карл Харбо — окружной прокурор Эймс

## Интересные факты
Фильм долгое время считался утерянным (причина была пожар в студии). Единственная его копия была случайно обнаружена в 1976 г. в Миссуле (Монтана), в подвале дома, предназначенного к сносу.

## Выпуск
Фильм был впервые показан 13 сентября 1915 года. Он получил признание критиков и имел успех в прокате. 12 января 1919 года фильм был повторно показан в кинотеатрах. The Guardian писала, что «благодаря его религиозным темам, мобильной операторской камере и мощным местам съёмок, фильм является вехой в истории гангстерского кино. Он является духовным предком «Злых улиц»  Мартина Скорсезе. 